# Stanley and Livingstone
 Stanley and Livingstone  és una pel·lícula de 1939 basada de lluny en la història real de la recerca del periodista gal·lès Sir Henry M. Stanley per trobar el Dr. David Livingstone, un missioner escocès presumptament perdut a l'Àfrica, i que finalment va trobar el 10 de novembre de 1871. Spencer Tracy interpreta Stanley, mentre Cedric Hardwicke fa de Livingstone. El repartiment inclou Nancy Kelly, Richard Greene, Walter Brennan, Charles Coburn i Henry Hull.

## Argument
Quan periodista i l'aventurer estatunidenc Henry M. Stanley torna de la guerra amb els indis, el seu editor James Gordon Bennett l'envia a l'Àfrica per localitzar el missioner escocès David Livingstone, desaparegut en plena selva africana. Quan per fi el localitza, descobreix que aquest ha contret una greu malaltia, i que se sent còmode vivint entre els nadius.

## Producció
D'acord amb Philip Dunne el film va ser originalment pensat com un vehicle pel lluïment de Tyrone Power com Stanley i el guió es va preparar amb aquesta idea. Darryl F. Zanuck, cap de producciò a la 20th Century Fox va enviar una nota suggerint canviar el projecte i convertir Stanley en un cínic que busca Livingstone com una estratègia publicitària i que esdevé un idealista després de trobar-lo. Zanuck va fer que Dunne i Julien Josephson reescrivissin el guió. Les seqüències del safari van ser rodades a Kenya, Tanzània, i Uganda. Les escenes americanes ho van ser a Wyoming, i al Sun Valley, Idaho.

## Repartiment
- Spencer Tracy: Henry M. Stanley
- Nancy Kelly: Eve Kingsley
- Richard Greene: Gareth Tyce
- Walter Brennan: Jeff Slocum
- Charles Coburn: Lord Tyce
- Cedric Hardwicke: Dr. David Livingstone
- Henry Hull: James Gordon Bennett, Jr.
- Henry Travers: John Kingsley
- Miles Mander: Sir John Gresham
- David Torrence: M. Cranston
- Holmes Herbert: Sir Frederick Holcomb
- C. Montague Shaw: Sir Oliver French
- Brandon Hurst: Sir Henry Forrester
- Hassan Said: Hassan
- Paul Harvey: Coronel Grimes
- Russell Hicks: Comissionista de Pau
- Frank Dae: Comissionista de Pau